# Command and Conquer: Generals - Heure H
Command and Conquer: Generals - Heure H (Command and Conquer: Generals – Zero Hour) est une extension du jeu vidéo de stratégie en temps réel Command and Conquer: Generals. Elle a été développée par EA Los Angeles et éditée par Electronic Arts, et est sortie en 2003 pour Windows, puis pour Mac OS X.

## Suppléments par rapport à Generals classique[1]
Chaque Faction a trois généraux qui mettent en avant un aspect particulier, ce qui offre des avantages et des inconvénients propres à chacun.

### USA

#### Général Granger (U.S. Air Force): Armée de l'air
- Tous les appareils sont pourvus de laser défensifs ;
- Les productions des avions et hélicoptères est moins onéreux ;
- les Spectre aux niveaux 1, 2 et 3 sont disponibles aux niveaux inférieurs ;
- Le chasseur furtif est disponible dès le début ;
- Le char Crusader n'est pas disponible ;
- Le char Paladin n'est pas disponible ;
- Accès au King Raptor, une version améliorée du Raptor ;
- Accès au Chinook de Combat, une version modifiée du Chinook qui permet à l'infanterie de tirer depuis l'appareil ;
- L'hélicoptère Comanche peut être améliorée avec de la furtivité ;
- Les aéroports et les unités aériennes coûtent moins cher.

#### Général Alexander (U.S. Navy): Superarmes
- La production des canons à particules est moins onéreuse ;
- Accès au bombardier Aurora Alpha, une amélioration du bombardier Aurora classique ;
- Tous les véhicules coutent plus cher à produire ;
- Le char Crusader n'est pas disponible ;
- Le char Paladin n'est pas disponible ;
- Le Système Patriot est remplacé par un Patriot IEM, qui désactive tous les véhicules à l'impact ;
- Les barres de contrôle améliorées quadruplent la production d'énergie au lieu de la doubler.

#### Général Townes (U.S. Army): Armes Laser
- La production de Vengeurs est moins onéreuse ;
- Le missile Tomahawk n'est pas disponible ;
- Le char Crusader n'est pas disponible ;
- Le char Paladin n'est pas disponible ;
- Accès au Crusader Laser ;
- le Système de Défense Patriot est remplacé par des défenses lasers.

### Chine

#### Général Kwai: Blindés
- Tous les chars commencent au niveau vétéran ;
- Les chars coutent moins cher à produire. Le temps de production reste le même ;
- Les avions et les hélicoptères coutent plus cher à produire ;
- Le nuclécanon n'est pas disponible ;
- Le napacanon n'est pas disponible ;
- Accès au char Despote, une version améliorée du char Empereur.

#### Général Tao: Nucléaire
- Tous les chars disposent des améliorations obus d'uranium et vitesse ;
- Les centrales fournissent plus d'énergie ;
- Le nuclécanon est disponible dès le début ;
- Les avions et les hélicoptères peuvent être améliorés avec des armes nucléaires.

#### Général Fai: Infanterie
- Toute l'infanterie commence au niveau vétéran ;
- L'amélioration Nationalisme est disponible dès le début ;
- Le bonus de groupe est augmenté ;
- Le maître de guerre n'est pas disponible ;
- Le char empereur n'est pas disponible ;
- Accès au Transporteur d'assaut.

### GLA

#### Prince Kassad: Furtivité
- Tous les bâtiments peuvent être améliorés avec le filet de camouflage ;
- Les ouvriers sont camouflés lorsqu'il ramassent du matériel ;
- L'amélioration camouflage est disponible dès le début pour les rebelles ;
- Les défenses terrestres commencent avec le filet de camouflage ;
- Le pirate de la route est disponible dès le début ;
- Le brouilleur GPS est disponible au niveau 3 au lieu du niveau 5 ;
- Le brouilleur GPS se recharge plus vite.

#### Docteur Thrax: Toxines
- Tous les chars sont dotés d'obus chimiques dès le début ;
- Toutes les toxines sont du beta anthrax dès le début ;
- Certains missiles sont chimiques ;
- Les unités ou les capacités de camouflage ne sont pas disponibles, sauf pour Jarmen Kell ;
- Les lance-missiles Scud, les Scuds multiples et les camions explosifs sont bourrés d'Antrax ;
- Accès au Gamma-Antrax, version ultime de l'Antrax.

#### Général Juhziz: Explosifs
- Les camions piégés coutent moins cher à produire ;
- Tous les terroristes causent plus de dégâts ;
- L'amélioration mine artisanale est disponible dès le début ;
- Les motos de combat sont pilotées par un terroriste dès le début ;
- Les unités ou capacité furtives ne sont pas disponibles, sauf pour Jarmen Kell ;
- Les améliorations chimiques ne sont pas disponibles ;
- Les scuds multiples, les lanceurs mobiles scuds et les camions piégés sont bourrés d'explosifs.

### Mode Défi
Le Mode défi propose d'incarner l'un des généraux et d'affronter ses homologues sur six niveaux avant de devoir faire face au Général Suprême, qui possède les superarmes des 3 factions. En général, le joueur doit construire sa base et son armée tandis que le général adverse (qui n'hésite pas à se moquer du joueur et réagira en fonction de ses actions) est solidement implanté.

## Accueil
| Command and Conquer: Heure H |      |       |
| Média                        | Pays | Notes |
| Computer Gaming World        | US   | 4/5   |
| Gamekult                     | FR   | 7/10  |
| GameSpot                     | US   | 86 %  |
| Jeuxvideo.com                | FR   | 14/20 |
| Joystick                     | FR   | 8/10  |
| PC Jeux                      | FR   | 85 %  |